# ساره بسام
ساره بسام (ولدت في 16 ينانير 1976) هي ممثلة جزائرية، اسند لها المخرجون العديدمن الادوار عقب حصولها على جائزة ملكة جمال الجزائر عام 1999.

## أعمالها
1. ملكة المطبخ برنامج 2012 مذيعة
2. مع سبق الإصرار مسلسل 2012
3. قاتل بلا أجر مسلسل 2009
4. بدون رقابة فيلم 2009
5. المصراوية (ج2) مسلسل 2009
6. في ايد امينه مسلسل 2008
7. علاقات خاصة فيلم 2006 أنجي
8. مواطن بدرجة وزير مسلسل 2006
9. استغماية فيلم 2006
10. معلش إحنا بنتبهدل فيلم 2005 كريستين
11. توتى فروتى فيلم توتي(لم يعرض بعد)

## روابط خارجية
- ساره بسام على موقع IMDb (الإنجليزية)